# Liste der Fornminnen in Jämjö

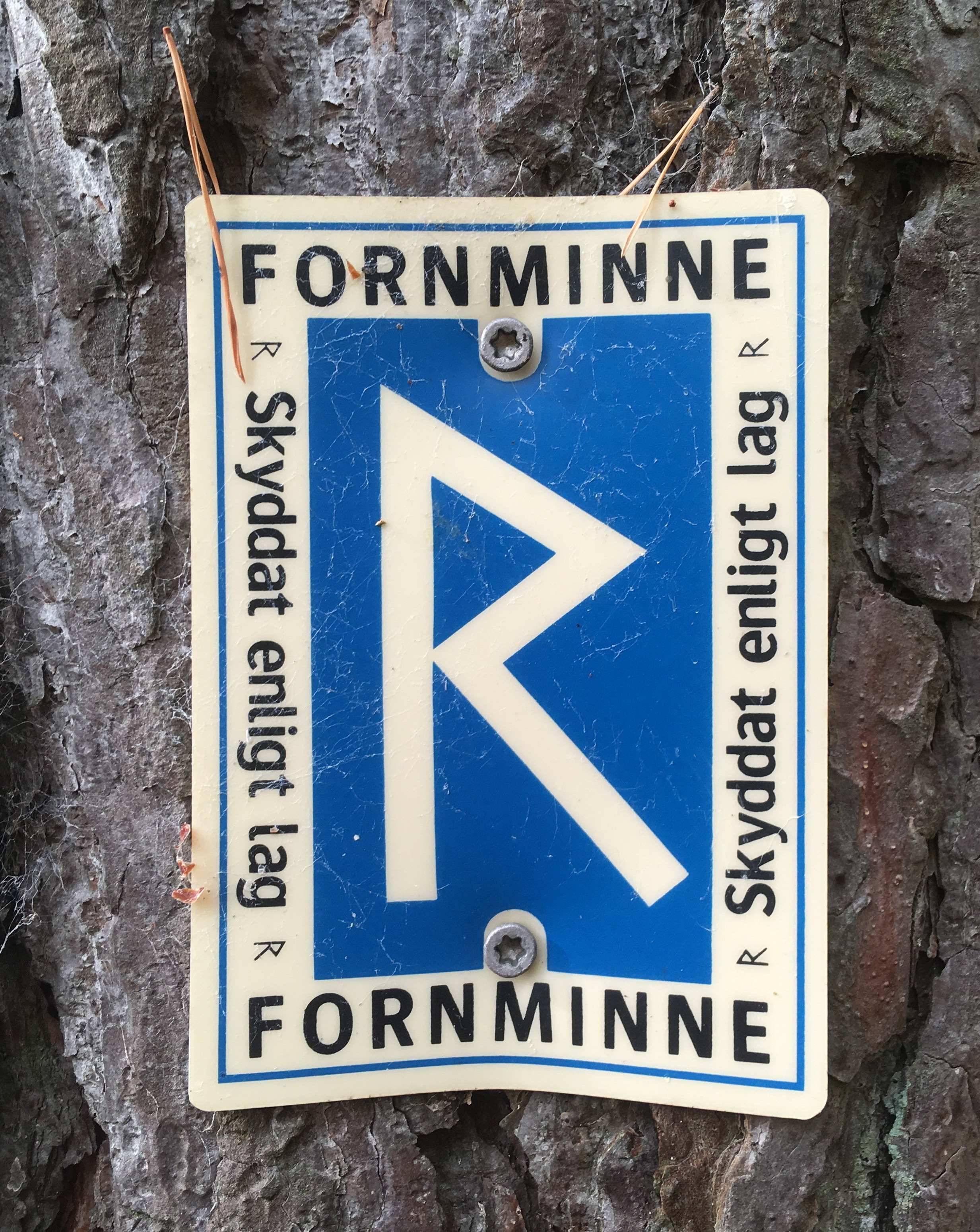
Zeichen für „Fornminnen“ in Schweden

Diese Liste der Fornminnen in Jämjö zeigt die „Alten/antiken Denkmale“ (schwedisch fornminnen) im ehemaligen Socken Jämjö in der heutigen Gemeinde Karlskrona der südschwedischen Provinz Blekinge län, sie ist eine Teilliste der „Liste der Fornminnen in Blekinge“. Die Aufteilung basiert auf der historischen Zuordnung der Gebiete in Socken (siehe auch) und der Einteilung des Zentralamts für Denkmalpflege Riksantikvarieämbetet (RAÄ). Es werden die Fornminnen aufgeführt, die auf dem Suchdienst „Fornsök“ registriert sind, welcher weitere Informationen zu den bekannten kulturhistorischen Überresten in Schweden enthält.

## Begriffserklärung
Fornminnen (schwedisch für alte/antike Denkmale oder archäologische Funde) sind in Schweden alte Objekte und archäologische Funde (Fornlämningar), welche die Überreste menschlicher Aktivitäten in der Vergangenheit bezeichnen, die durch frühere Nutzung entstanden sind und dauerhaft aufgegeben wurden. Dabei gilt für Fornminnen, die vor 1850 entstanden sind, dass sie automatisch durch das Gesetz geschützt sind. Aber auch jüngere Überreste können zu Bodendenkmalen erklärt werden, wenn sie sich an ihrem ursprünglichen Standort befinden und weitgehend erdgebunden sind. Als Fornminnen zählen u. a. Siedlungen und Siedlungsreste aus prähistorischer Zeit, Gräber und Grabstätten, Burgruinen, Ruinen von Klöstern, Kirchen und Schlössern, Steine und Felsen mit Inschriften und Bildern (z. B. Runensteine und Petroglyphen), insofern sie nicht schon als Einzeldenkmal unter Byggnadsminnen (schwedisch für Baudenkmale) oder kyrkliga Kulturminnen (schwedisch für kirchliches Kulturgut) ausgewiesen sind.

## Legende
| ID           | = | ID.Nr. des Denkmalregisters (Fornsök) im schwedische Amt für nationales Kulturerbe (Riksantikvarieämbetet (RAÄ)) |
| Lage         | = | Koordinatenangabe des Standorts                                                                                  |
| Bezeichnung  | = | Bezeichnung des Denkmalobjekts (auch RAÄ-Nr.)                                                                    |
| Beschreibung | = | Name (Denkmaltyp/Dokumentenverweis im Arkivsök) sowie eine kurze Beschreibung des Objekts                        |
| Bild         | = | Bild des Objekts sowie Verweis auf weitere Bilder                                                                |

## Fornminnen Jämjö
| ID             | Lage    | Bezeichnung (RAÄ-Nr.) | Beschreibung | Bild           |
| -------------- | ------- | --------------------- | --- | -------------- |
| 10099800010001 | (Karte) | Jämjö 1:1             | Jämjö 1:1 (Gräberfeld / L1979:5445) ca. 110 x 70 m großes Gräberfeld am südöstlichen Ortsrand von Jämjö neben Konungshamnsvägen, gegenüber dem Naturschutzgebiet „Häljarum“, bestehend aus 8 Grabsteinen, 2 Steinkreisen und einer runden etwa 12 m Durchmesser großen Steinsetzung; ca. 50 m südlich davon befinden sich die Grabsteine Jämjö 3:1 (L1979:5980), Jämjö 3:2 (L1979:6054), Jämjö 3:3 (L1979:5625) und Jämjö 3:4 (L1979:6053) | Weitere Bilder |
| 10099800020001 | (Karte) | Jämjö 2:1             | Jämjö 2:1 (Grabstein / L1979:5449) bitte Beschreibung ergänzen | Weitere Bilder |
| 10099800020002 | (Karte) | Jämjö 2:2             | Jämjö 2:2 (Grabstein / L1979:5450) bitte Beschreibung ergänzen | Weitere Bilder |
| 10099800030001 | (Karte) | Jämjö 3:1             | Jämjö 3:1 (Grabstein / L1979:5980) etwa 1 m hoher Grabstein, südlichster Stein einer Gruppe aus 4 Steinen; am südöstlichen Ortsrand von Jämjö; etwa 50 m südlich des Gräberfeld Jämjö 1:1 (L1979:5445) | Weitere Bilder |
| 10099800030002 | (Karte) | Jämjö 3:2             | Jämjö 3:2 (Grabstein / L1979:6054) etwa 1,3 m hoher Grabstein, westlichster Stein einer Gruppe aus 4 Steinen; am südöstlichen Ortsrand von Jämjö; etwa 50 m südlich des Gräberfeld Jämjö 1:1 (L1979:5445) | Weitere Bilder |
| 10099800030003 | (Karte) | Jämjö 3:3             | Jämjö 3:3 (Grabstein / L1979:5625) etwa 1,2 m großer liegender Grabstein, in einer Gruppe aus 4 Steinen; am südöstlichen Ortsrand von Jämjö; etwa 50 m südlich des Gräberfeld Jämjö 1:1 (L1979:5445) | Weitere Bilder |
| 10099800030004 | (Karte) | Jämjö 3:4             | Jämjö 3:4 (Grabstein / L1979:6053) etwa 0,5 m hoher Grabsteinrest, östlichster Stein einer Gruppe aus 4 Steinen; am südöstlichen Ortsrand von Jämjö; etwa 50 m südlich des Gräberfeld Jämjö 1:1 (L1979:5445) | Weitere Bilder |
| 10099800040001 | (Karte) | Jämjö 4:1             | Jämjö 4:1 (Grabstein / L1979:6055) bitte Beschreibung ergänzen | Weitere Bilder |
| 10099800040002 | (Karte) | Jämjö 4:2             | Jämjö 4:2 (Grabstein / L1979:6099) bitte Beschreibung ergänzen | Weitere Bilder |
| 10099800060001 | (Karte) | Jämjö 6:1             | Jämjö 6:1 (Grabstein / L1979:5655) bitte Beschreibung ergänzen | Weitere Bilder |
| 10099800070001 | (Karte) | Jämjö 7:1             | Jämjö 7:1 (Steinkreis / L1979:5656) bitte Beschreibung ergänzen | Weitere Bilder |
| 10099800080001 | (Karte) | Jämjö 8:1             | Jämjö 8:1 (Grabstein / L1979:5657) bitte Beschreibung ergänzen | Weitere Bilder |
| 10099800090001 | (Karte) | Jämjö 9:1             | Jämjö 9:1 (Grabstein / L1979:5362) bitte Beschreibung ergänzen | Weitere Bilder |
| 10099800090002 | (Karte) | Jämjö 9:2             | Jämjö 9:2 (Grabstein / L1979:5294) bitte Beschreibung ergänzen | Weitere Bilder |
| 10099800100001 | (Karte) | Jämjö 10:1            | Jämjö 10:1 (Steinhügelgrab / L1979:5785) bitte Beschreibung ergänzen | Weitere Bilder |
| 10099800110001 | (Karte) | Jämjö 11:1            | Jämjö 11:1 (Steinhügelgrab / L1979:5786) bitte Beschreibung ergänzen | Weitere Bilder |
| 10099800120001 | (Karte) | Jämjö 12:1            | Jämjö 12:1 (Gräberfeld / L1979:5787) ca. 100 x 260 m großes Gräberfeld ca. 1 km südlich von Hammarby und ca. 1 km westlich Hallarum im Norden des Hallarumsviken, mit ca. 20 nachgewiesenen Gräbern im Nordosten und Metallfunden im südlichen Teil aus der späten Eisenzeit. | Weitere Bilder |
| 10099800130001 | (Karte) | Jämjö 13:1            | Jämjö 13:1 (Steinhügelgrab / L1979:5510) bitte Beschreibung ergänzen | Weitere Bilder |
| 10099800140001 | (Karte) | Jämjö 14:1            | Jämjö 14:1 (Gräberfeld / L1979:5577) bitte Beschreibung ergänzen | Weitere Bilder |
| 10099800150001 | (Karte) | Jämjö 15:1            | Jämjö 15:1 (Grabstein / L1979:5180) bitte Beschreibung ergänzen | Weitere Bilder |
| 10099800160001 | (Karte) | Jämjö 16:1            | Jämjö 16:1 (Steinsetzung / L1979:5182) bitte Beschreibung ergänzen | Weitere Bilder |
| 10099800160002 | (Karte) | Jämjö 16:2            | Jämjö 16:2 (Steinsetzung / L1979:5181) bitte Beschreibung ergänzen | Weitere Bilder |
| 10099800170001 | (Karte) | Jämjö 17:1            | Jämjö 17:1 (Grabstein / L1979:5776) bitte Beschreibung ergänzen | Weitere Bilder |
| 10099800180001 | (Karte) | Jämjö 18:1            | Jämjö 18:1 (Steinsetzung / L1979:5846) bitte Beschreibung ergänzen | Weitere Bilder |
| 10099800190001 | (Karte) | Jämjö 19:1            | Jämjö 19:1 (Grabstein / L1979:5312) bitte Beschreibung ergänzen | Weitere Bilder |
| 10099800190002 | (Karte) | Jämjö 19:2            | Jämjö 19:2 (Grabstein / L1979:5311) bitte Beschreibung ergänzen | Weitere Bilder |
| 10099800190003 | (Karte) | Jämjö 19:3            | Jämjö 19:3 (Grabstein / L1979:5313) bitte Beschreibung ergänzen | Weitere Bilder |
| 10099800200001 | (Karte) | Jämjö 20:1            | Jämjö 20:1 (Gräberfeld / L1979:5895) bitte Beschreibung ergänzen | Weitere Bilder |
| 10099800230004 | (Karte) | Jämjö 23:4            | Jämjö 23:4 (Steinsetzung / L1979:5633) bitte Beschreibung ergänzen | Weitere Bilder |
| 10099800240001 | (Karte) | Jämjö 24:1            | Jämjö 24:1 (Steinhügelgrab / L1979:5635) bitte Beschreibung ergänzen | Weitere Bilder |
| 10099800240002 | (Karte) | Jämjö 24:2            | Jämjö 24:2 (Steinsetzung / L1979:6139) bitte Beschreibung ergänzen | Weitere Bilder |
| 10099800250001 | (Karte) | Jämjö 25:1            | Jämjö 25:1 (Steinhügelgrab / L1979:5421) bitte Beschreibung ergänzen | Weitere Bilder |
| 10099800260001 | (Karte) | Jämjö 26:1            | Jämjö 26:1 (Steinhügelgrab / L1979:5859) bitte Beschreibung ergänzen | Weitere Bilder |
| 10099800260002 | (Karte) | Jämjö 26:2            | Jämjö 26:2 (Steinhügelgrab / L1979:5858) bitte Beschreibung ergänzen | Weitere Bilder |
| 10099800270001 | (Karte) | Jämjö 27:1            | Jämjö 27:1 (Steinhügelgrab / L1979:5860) bitte Beschreibung ergänzen | Weitere Bilder |
| 10099800300001 | (Karte) | Jämjö 30:1            | Jämjö 30:1 (Steinhügelgrab / L1979:5978) bitte Beschreibung ergänzen | Weitere Bilder |
| 10099800310001 | (Karte) | Jämjö 31:1            | Jämjö 31:1 (Steinhügelgrab / L1979:5979) bitte Beschreibung ergänzen | Weitere Bilder |
| 10099800460001 | (Karte) | Jämjö 46:1            | Jämjö 46:1 (Steinhügelgrab / L1979:5376) bitte Beschreibung ergänzen | Weitere Bilder |
| 10099800500001 | (Karte) | Jämjö 50:1            | Jämjö 50:1 (Steinhügelgrab / L1979:5192) bitte Beschreibung ergänzen | Weitere Bilder |
| 10099800500002 | (Karte) | Jämjö 50:2            | Jämjö 50:2 (Steinsetzung / L1979:5998) bitte Beschreibung ergänzen | Weitere Bilder |
| 10099800500003 | (Karte) | Jämjö 50:3            | Jämjö 50:3 (Steinsetzung / L1979:5485) bitte Beschreibung ergänzen | Weitere Bilder |
| 10099800510001 | (Karte) | Jämjö 51:1            | Jämjö 51:1 (Grabstein / L1979:5602) bitte Beschreibung ergänzen | Weitere Bilder |
| 10099800520001 | (Karte) | Jämjö 52:1            | Jämjö 52:1 (Steinhügelgrab / L1979:5603) bitte Beschreibung ergänzen | Weitere Bilder |
| 10099800530001 | (Karte) | Jämjö 53:1            | Jämjö 53:1 (Steinhügelgrab / L1979:5604) Reste eines runden (ca. 8 m Durchmesser) Steinhügelgrabs, erhaltene Höhe ca. 0,5 m am südlichen Abhang eines Hügels im Südosten des Naturschutzgebiet Hallarumsviken nördlich der Ortschaft Branthalla, östlich davon befinden sich die Steinsetzung Jämjö 55:1 (L1979:5775) und westlich die Steinsetzung Jämjö 129 (L1978:5377)                                                                 | Weitere Bilder |
| 10099800540001 | (Karte) | Jämjö 54:1            | Jämjö 54:1 (Steinhügelgrab / L1979:5774) bitte Beschreibung ergänzen | Weitere Bilder |
| 10099800540002 | (Karte) | Jämjö 54:2            | Jämjö 54:2 (Steinhügelgrab / L1979:6148) bitte Beschreibung ergänzen | Weitere Bilder |
| 10099800540003 | (Karte) | Jämjö 54:3            | Jämjö 54:3 (Steinhügelgrab / L1979:5350) bitte Beschreibung ergänzen | Weitere Bilder |
| 10099800550001 | (Karte) | Jämjö 55:1            | Jämjö 55:1 (Steinsetzung / L1979:5775) runde Steinsetzung am südlichen Abhang eines Hügels im Südosten des Naturschutzgebiet Hallarumsviken nördlich der Ortschaft Branthalla, westlich davon befinden sich das Steinhügelgrab Jämjö 53:1 (L1979:5604) und die Steinsetzung Jämjö 129 (L1978:5377) | Weitere Bilder |
| 10099800570001 | (Karte) | Jämjö 57:1            | Jämjö 57:1 (Steinhügelgrab / L1979:5230) bitte Beschreibung ergänzen | Weitere Bilder |
| 10099800570002 | (Karte) | Jämjö 57:2            | Jämjö 57:2 (Steinhügelgrab / L1979:5884) bitte Beschreibung ergänzen | Weitere Bilder |
| 10099800570003 | (Karte) | Jämjö 57:3            | Jämjö 57:3 (Steinhügelgrab / L1979:5885) bitte Beschreibung ergänzen | Weitere Bilder |
| 10099800570004 | (Karte) | Jämjö 57:4            | Jämjö 57:4 (Steinhügelgrab / L1979:5459) bitte Beschreibung ergänzen | Weitere Bilder |
| 10099800580001 | (Karte) | Jämjö 58:1            | Jämjö 58:1 (Gräberfeld / L1979:5886) langgestrecktes (ca. 590 x 50 m großes) Gräberfeld im Süden des Naturschutzgebiet Hallarumsviken, ca. 1 km nördlich der Ortschaft Lökaryd mit mindestens 36 nachgewiesenen Grabstätten, wovon die meisten rund sind und einen Durchmesser von 5 - 9 m sowie eine erkennbare Steinrandkette haben. Direkt südlich schließt sich das Gräberfeld Torhamn 15:1 ( / L1979:6459 - siehe auch) an.           | Weitere Bilder |
| 10099800590001 | (Karte) | Jämjö 59:1            | Jämjö 59:1 (Grabstein / L1979:6136) bitte Beschreibung ergänzen | Weitere Bilder |
| 10099800590002 | (Karte) | Jämjö 59:2            | Jämjö 59:2 (Grabstein / L1979:5470) bitte Beschreibung ergänzen | Weitere Bilder |
| 10099800590003 | (Karte) | Jämjö 59:3            | Jämjö 59:3 (Grabstein / L1979:5707) bitte Beschreibung ergänzen | Weitere Bilder |
| 10099800600001 | (Karte) | Jämjö 60:1            | Jämjö 60:1 (Grabstein / L1979:6138) bitte Beschreibung ergänzen | Weitere Bilder |
| 10099800600002 | (Karte) | Jämjö 60:2            | Jämjö 60:2 (Grabstein / L1979:6137) bitte Beschreibung ergänzen | Weitere Bilder |
| 10099800630001 | (Karte) | Jämjö 63:1            | Jämjö 63:1 (Steinsetzung / L1979:5298) bitte Beschreibung ergänzen | Weitere Bilder |
| 10099800630002 | (Karte) | Jämjö 63:2            | Jämjö 63:2 (Steinsetzung / L1979:5297) bitte Beschreibung ergänzen | Weitere Bilder |
| 10099800630003 | (Karte) | Jämjö 63:3            | Jämjö 63:3 (Steinsetzung / L1979:5296) bitte Beschreibung ergänzen | Weitere Bilder |
| 10099800630004 | (Karte) | Jämjö 63:4            | Jämjö 63:4 (Steinsetzung / L1979:5724) bitte Beschreibung ergänzen | Weitere Bilder |
| 10099800640001 | (Karte) | Jämjö 64:1            | Jämjö 64:1 (Steinsetzung / L1979:5956) bitte Beschreibung ergänzen | Weitere Bilder |
| 10099800650001 | (Karte) | Jämjö 65:1            | Jämjö 65:1 (Grabstein / L1979:5403) bitte Beschreibung ergänzen | Weitere Bilder |
| 10099800680001 | (Karte) | Jämjö 68:1            | Jämjö 68:1 (Steinsetzung / L1979:5849) bitte Beschreibung ergänzen | Weitere Bilder |
| 10099800690001 | (Karte) | Jämjö 69:1            | Jämjö 69:1 (Petroglyphe / L1979:6070) bitte Beschreibung ergänzen | Weitere Bilder |
| 10099800690002 | (Karte) | Jämjö 69:2            | Jämjö 69:2 (Petroglyphe / L1979:5512) bitte Beschreibung ergänzen | Weitere Bilder |
| 10099800700001 | (Karte) | Jämjö 70:1            | Jämjö 70:1 (Steinsetzung / L1979:5967) bitte Beschreibung ergänzen | Weitere Bilder |
| 10099800710001 | (Karte) | Jämjö 71:1            | Jämjö 71:1 (Steinsetzung / L1979:5223) bitte Beschreibung ergänzen | Weitere Bilder |
| 10099800720001 | (Karte) | Jämjö 72:1            | Jämjö 72:1 (Petroglyphe / L1979:5648) bitte Beschreibung ergänzen | Weitere Bilder |
| 10099800730001 | (Karte) | Jämjö 73:1            | Jämjö 73:1 (Steinsetzung / L1979:5649) bitte Beschreibung ergänzen | Weitere Bilder |
| 10099800740001 | (Karte) | Jämjö 74:1            | Jämjö 74:1 (Steinsetzung / L1979:6081) bitte Beschreibung ergänzen | Weitere Bilder |
| 10099800750001 | (Karte) | Jämjö 75:1            | Jämjö 75:1 (Steinsetzung / L1979:5338) bitte Beschreibung ergänzen | Weitere Bilder |
| 10099800760001 | (Karte) | Jämjö 76:1            | Jämjö 76:1 (Steinsetzung / L1979:5762) bitte Beschreibung ergänzen | Weitere Bilder |
| 10099800760002 | (Karte) | Jämjö 76:2            | Jämjö 76:2 (Steinsetzung / L1979:5763) bitte Beschreibung ergänzen | Weitere Bilder |
| 10099800760003 | (Karte) | Jämjö 76:3            | Jämjö 76:3 (Steinsetzung / L1979:5761) bitte Beschreibung ergänzen | Weitere Bilder |
| 10099800770001 | (Karte) | Jämjö 77:1            | Jämjö 77:1 (Steinsetzung / L1979:5323) bitte Beschreibung ergänzen | Weitere Bilder |
| 10099800780001 | (Karte) | Jämjö 78:1            | Jämjö 78:1 (Steinsetzung / L1979:5440) bitte Beschreibung ergänzen | Weitere Bilder |
| 10099800790001 | (Karte) | Jämjö 79:1            | Jämjö 79:1 (Steinsetzung / L1979:5873) bitte Beschreibung ergänzen | Weitere Bilder |
| 10099800800001 | (Karte) | Jämjö 80:1            | Jämjö 80:1 (Steinsetzung / L1979:5875) bitte Beschreibung ergänzen | Weitere Bilder |
| 10099800800002 | (Karte) | Jämjö 80:2            | Jämjö 80:2 (Steinsetzung / L1979:5874) bitte Beschreibung ergänzen | Weitere Bilder |
| 10099800810001 | (Karte) | Jämjö 81:1            | Jämjö 81:1 (Steinsetzung / L1979:5425) bitte Beschreibung ergänzen | Weitere Bilder |
| 10099800820001 | (Karte) | Jämjö 82:1            | Jämjö 82:1 (Grabstein / L1979:5548) bitte Beschreibung ergänzen | Weitere Bilder |
| 10099800830001 | (Karte) | Jämjö 83:1            | Jämjö 83:1 (Steinsetzung / L1979:5687) bitte Beschreibung ergänzen | Weitere Bilder |
| 10099800830002 | (Karte) | Jämjö 83:2            | Jämjö 83:2 (Steinsetzung / L1979:5996) bitte Beschreibung ergänzen | Weitere Bilder |
| 10099800830003 | (Karte) | Jämjö 83:3            | Jämjö 83:3 (Grabstein / L1979:5997) bitte Beschreibung ergänzen | Weitere Bilder |
| 10099800830004 | (Karte) | Jämjö 83:4            | Jämjö 83:4 (Steinsetzung / L1979:5995) bitte Beschreibung ergänzen | Weitere Bilder |
| 10099800830005 | (Karte) | Jämjö 83:5            | Jämjö 83:5 (Grabstein / L1979:6028) bitte Beschreibung ergänzen | Weitere Bilder |
| 10099800840001 | (Karte) | Jämjö 84:1            | Jämjö 84:1 (Steinsetzung / L1979:6120) bitte Beschreibung ergänzen | Weitere Bilder |
| 10099800840002 | (Karte) | Jämjö 84:2            | Jämjö 84:2 (Steinsetzung / L1979:6119) bitte Beschreibung ergänzen | Weitere Bilder |
| 10099800860001 | (Karte) | Jämjö 86:1            | Jämjö 86:1 (Petroglyphe / L1979:5177) bitte Beschreibung ergänzen | Weitere Bilder |
| 10099800870001 | (Karte) | Jämjö 87:1            | Jämjö 87:1 (Petroglyphe / L1979:5584) bitte Beschreibung ergänzen | Weitere Bilder |
| 10099800880001 | (Karte) | Jämjö 88:1            | Jämjö 88:1 (Steinsetzung / L1979:5222) bitte Beschreibung ergänzen | Weitere Bilder |
| 10099800890001 | (Karte) | Jämjö 89:1            | Jämjö 89:1 (Petroglyphe / L1979:5516) bitte Beschreibung ergänzen | Weitere Bilder |
| 10099800910001 | (Karte) | Jämjö 91:1            | Jämjö 91:1 (Steinsetzung / L1979:5566) bitte Beschreibung ergänzen | Weitere Bilder |
| 10099800910002 | (Karte) | Jämjö 91:2            | Jämjö 91:2 (Steinsetzung / L1979:5940) bitte Beschreibung ergänzen | Weitere Bilder |
| 10099800920001 | (Karte) | Jämjö 92:1            | Jämjö 92:1 (Steinsetzung / L1979:5390) bitte Beschreibung ergänzen | Weitere Bilder |
| 10099800920002 | (Karte) | Jämjö 92:2            | Jämjö 92:2 (Steinsetzung / L1979:5392) bitte Beschreibung ergänzen | Weitere Bilder |
| 10099800920003 | (Karte) | Jämjö 92:3            | Jämjö 92:3 (Steinsetzung / L1979:5391) bitte Beschreibung ergänzen | Weitere Bilder |
| 10099801000001 | (Karte) | Jämjö 100:1           | Jämjö 100:1 (Petroglyphe / L1979:6080) bitte Beschreibung ergänzen | Weitere Bilder |
| 10099801040001 | (Karte) | Jämjö 104:1           | Jämjö 104:1 (Petroglyphe / L1979:5496) bitte Beschreibung ergänzen | Weitere Bilder |
| 10099801050001 | (Karte) | Jämjö 105:1           | Jämjö 105:1 (Petroglyphe / L1979:5412) bitte Beschreibung ergänzen | Weitere Bilder |
| 10099801060001 | (Karte) | Jämjö 106:1           | Jämjö 106:1 (Steinsetzung / L1979:5847) bitte Beschreibung ergänzen | Weitere Bilder |
| 12000000012002 | (Karte) | Jämjö 114             | Jämjö 114 (Petroglyphe / L1979:7795) bitte Beschreibung ergänzen | Weitere Bilder |
| 12000000013221 | (Karte) | Jämjö 115             | Jämjö 115 (Steinhügelgrab / L1979:9311) bitte Beschreibung ergänzen | Weitere Bilder |
| 12000000013222 | (Karte) | Jämjö 116             | Jämjö 116 (Steinsetzung / L1979:8683) bitte Beschreibung ergänzen | Weitere Bilder |
| 12000000013223 | (Karte) | Jämjö 117             | Jämjö 117 (Steinsetzung / L1979:8745) bitte Beschreibung ergänzen | Weitere Bilder |
| 12000000013224 | (Karte) | Jämjö 118             | Jämjö 118 (Steinhügelgrab / L1979:8746) bitte Beschreibung ergänzen | Weitere Bilder |
| 12000000013225 | (Karte) | Jämjö 119             | Jämjö 119 (Steinhügelgrab / L1979:8747) bitte Beschreibung ergänzen | Weitere Bilder |
| 12000000013226 | (Karte) | Jämjö 120             | Jämjö 120 (Steinhügelgrab / L1979:9374) bitte Beschreibung ergänzen | Weitere Bilder |
| 12000000013227 | (Karte) | Jämjö 121             | Jämjö 121 (Steinsetzung / L1979:8734) bitte Beschreibung ergänzen | Weitere Bilder |
| 12000000100463 | (Karte) | Jämjö 126             | Jämjö 126 (Grabstein / L1978:3924) bitte Beschreibung ergänzen | Weitere Bilder |
| 12000000100475 | (Karte) | Jämjö 127             | Jämjö 127 (Steinsetzung / L1978:4121) bitte Beschreibung ergänzen | Weitere Bilder |
| 12000000100480 | (Karte) | Jämjö 128             | Jämjö 128 (Steinsetzung / L1978:4125) bitte Beschreibung ergänzen | Weitere Bilder |
| 12000000103703 | (Karte) | Jämjö 129             | Jämjö 129 (Steinsetzung / L1978:5377) runde steingefüllte Steinsetzung (ca. 5 m Durchmesser) am südlichen Abhang eines Hügels im Südosten des Naturschutzgebiet Hallarumsviken nördlich der Ortschaft Branthalla, östlich davon befinden sich das Steinhügelgrab Jämjö 53:1 (L1979:5604) und die Steinsetzung Jämjö 55:1 (L1979:5775) | Weitere Bilder |
| 12000000114999 | (Karte) | Jämjö 133             | Jämjö 133 (Steinsetzung / L1978:6649) bitte Beschreibung ergänzen | Weitere Bilder |
| 12000000115001 | (Karte) | Jämjö 134             | Jämjö 134 (Steinsetzung / L1978:6668) bitte Beschreibung ergänzen | Weitere Bilder |
| 12000000115002 | (Karte) | Jämjö 135             | Jämjö 135 (Steinsetzung / L1978:6669) bitte Beschreibung ergänzen | Weitere Bilder |
| 12000000115035 | (Karte) | Jämjö 137             | Jämjö 137 (Steinsetzung / L1978:6510) bitte Beschreibung ergänzen | Weitere Bilder |
| 12000000115036 | (Karte) | Jämjö 138             | Jämjö 138 (Steinsetzung / L1978:6551) bitte Beschreibung ergänzen | Weitere Bilder |
| 12000000115103 | (Karte) | Jämjö 140             | Jämjö 140 (Steinsetzung / L1978:6540) bitte Beschreibung ergänzen | Weitere Bilder |
| 12000000115104 | (Karte) | Jämjö 141             | Jämjö 141 (Steinsetzung / L1978:6541) bitte Beschreibung ergänzen | Weitere Bilder |
| 12000000115160 | (Karte) | Jämjö 143             | Jämjö 143 (Steinsetzung / L1978:6493) bitte Beschreibung ergänzen | Weitere Bilder |
| 12000000115161 | (Karte) | Jämjö 144             | Jämjö 144 (Steinsetzung / L1978:6647) bitte Beschreibung ergänzen | Weitere Bilder |
| 12000000115251 | (Karte) | Jämjö 146             | Jämjö 146 (Steinsetzung / L1978:6504) bitte Beschreibung ergänzen | Weitere Bilder |
| 12000000115252 | (Karte) | Jämjö 147             | Jämjö 147 (Steinsetzung / L1978:6516) bitte Beschreibung ergänzen | Weitere Bilder |
| 12000000115668 | (Karte) | Jämjö 149             | Jämjö 149 (Steinsetzung / L1978:6499) bitte Beschreibung ergänzen | Weitere Bilder |
| 12000000115669 | (Karte) | Jämjö 150             | Jämjö 150 (Steinsetzung / L1978:6500) bitte Beschreibung ergänzen | Weitere Bilder |
| 12000000115670 | (Karte) | Jämjö 151             | Jämjö 151 (Steinsetzung / L1978:6501) bitte Beschreibung ergänzen | Weitere Bilder |
| 12000000115873 | (Karte) | Jämjö 153             | Jämjö 153 (Steinhügelgrab / L1978:6628) rundes (ca. 9 m Durchmesser) und ungefähr 1 m hohes Steinhügelgrab, etwa 2 km östlich Jämjö bei der Ortschaft Häljarum, neben den Mauerresten eines Gebäudes Jämjö 152 (L1978:6755) | Weitere Bilder |
| 12000000118452 | (Karte) | Jämjö 158             | Jämjö 158 (Petroglyphe / L1978:6835) bitte Beschreibung ergänzen | Weitere Bilder |
| 12000000118454 | (Karte) | Jämjö 159             | Jämjö 159 (Petroglyphe / L1978:6870) bitte Beschreibung ergänzen | Weitere Bilder |
| 12000000118456 | (Karte) | Jämjö 160             | Jämjö 160 (Petroglyphe / L1978:7076) bitte Beschreibung ergänzen | Weitere Bilder |
| 12000000118458 | (Karte) | Jämjö 161             | Jämjö 161 (Petroglyphe / L1978:7077) bitte Beschreibung ergänzen | Weitere Bilder |
| 12000000118460 | (Karte) | Jämjö 162             | Jämjö 162 (Petroglyphe / L1978:7118) bitte Beschreibung ergänzen | Weitere Bilder |
| 12000000118462 | (Karte) | Jämjö 163             | Jämjö 163 (Petroglyphe / L1978:6953) bitte Beschreibung ergänzen | Weitere Bilder |
| 12000000118677 | (Karte) | Jämjö 164             | Jämjö 164 (Steinsetzung / L1978:6871) bitte Beschreibung ergänzen | Weitere Bilder |
| 12000000124521 | (Karte) | Jämjö 165             | Jämjö 165 (Petroglyphe / L1978:7340) bitte Beschreibung ergänzen | Weitere Bilder |
| 12000000124677 | (Karte) | Jämjö 167             | Jämjö 167 (Steinsetzung / L1978:7429) bitte Beschreibung ergänzen | Weitere Bilder |
| 12000000124680 | (Karte) | Jämjö 168             | Jämjö 168 (Steinsetzung / L1978:7462) bitte Beschreibung ergänzen | Weitere Bilder |
| 12000000126162 | (Karte) | Jämjö 174             | Jämjö 174 (Steinhügelgrab / L1978:7495) kreisförmiges (ca. 10 m Durchmesser) und ungefähr 1,2 m hohes Steinhügelgrab, etwa 2 km nördlich der Ortschaft Olsäng, auf einem Hügel bei Grundstück Slätten 110 | Weitere Bilder |
| 12000000126166 | (Karte) | Jämjö 178             | Jämjö 178 (Steinsetzung / L1978:7323) runde (ca. 6 m Durchmesser) Steinsetzung, mit Steinen gefüllt und mit Randkette versehen, befindet sich auf einem Hügel ca. 1 km westlich Jamjö | Weitere Bilder |